# II Spadochronowe Mistrzostwa Polski w Akrobacji Zespołowej RW-4 Nowy Targ 1993
 II Spadochronowe Mistrzostwa Polski w Akrobacji Zespołowej RW-4 Nowy Targ 1993 – odbyły się 25–28 września 1993 na lotnisku Nowy Targ. Gospodarzem Mistrzostw był Aeroklub Nowy Targ, a organizatorem Aeroklub Polski i Aeroklub Nowy Targ. Do dyspozycji skoczków był samolot An-2. Skoki wykonywano z wysokości 2 700 metrów i opóźnieniem 35 sekund.

## Rozegrane kategorie
Mistrzostwa rozegrano w jednej kategorii:
- Akrobacja zespołowa RW-4.

Źródło: 

## Medaliści
Medalistów II Spadochronowych Mistrzostw Polski w Akrobacji Zespołowej RW-4 Nowy Targ 1993 podano za: Lidia Kosk: Wyniki Mistrzostw Polski w Formation Skydiving, lata 1989–2014. [dostęp 2021-02-08]. (pol.).

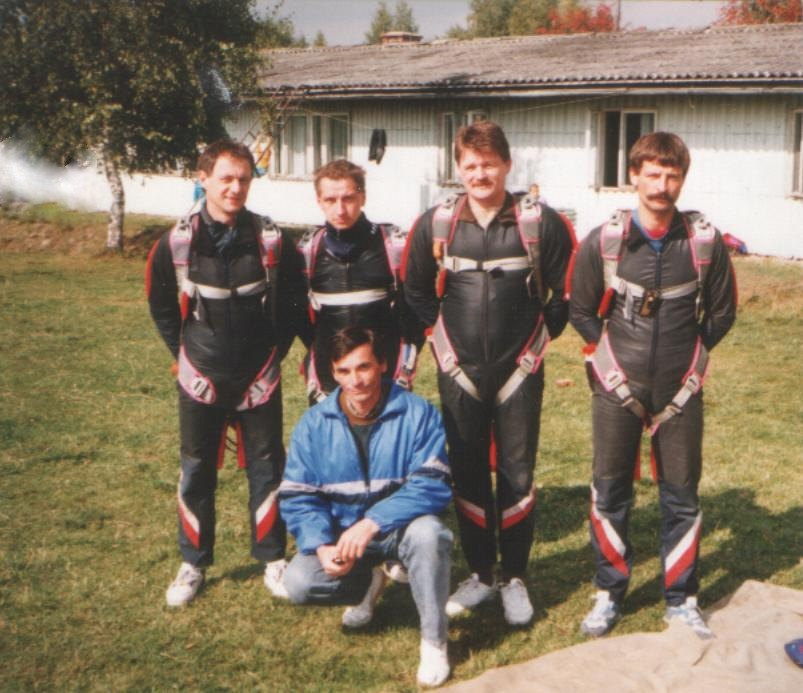
Reprezentacja Aeroklubu Polskiego: Marcin Wilk, Mariusz Bieniek, Marek Kostrzewa, Krzysztof Filus, trener – Jan Isielenis

| Konkurencja              | Złoto           | Srebro    | Brąz        |
| Akrobacja zespołowa RW-4 | Aeroklub Polski | WKS Wawel | WKS Zawisza |

## Wylosowane zestawy figur
Wylosowane zestawy figur II Międzynarodowych Spadochronowych Mistrzostw Polski w Akrobacji Zespołowej RW-4 Nowy Targ 1993 podano za: Jan Isielenis, Archiwum Sekcji Spadochronowej Aeroklubu Gliwickiego, 1993. Brak numerów stron w książce
- P kolejka (J – 12 – 5)
- I kolejka (2 – 11 – J)
- II kolejka (13 – 19 – 21)
- III kolejka (P – H – 20 – 1)
- IV kolejka (L – N – 16 – Q)
- V kolejka (18 – E – 3).

## Wyniki
Wyniki Uczestników II Międzynarodowych Spadochronowych Mistrzostw Polski w Akrobacji Zespołowej RW-4 Nowy Targ 1993 podano za: Lidia Kosk: Wyniki Mistrzostw Polski w Formation Skydiving, lata 1989–2014. [dostęp 2021-02-08]. (pol.). i Jan Isielenis, Archiwum Sekcji Spadochronowej Aeroklubu Gliwickiego, 1993. Brak numerów stron w książce

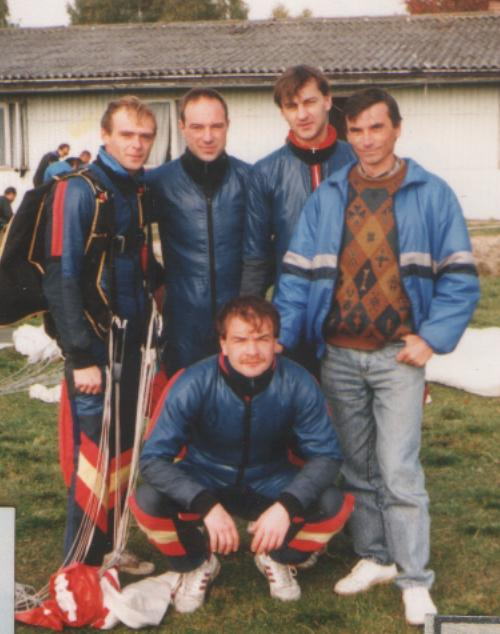
Drużyna Aeroklubu Gliwickiego: Artur Kuchta, Piotr Knop, Janusz Kucharski, Wiesław Walasiewicz i trener – Jan Isielenis

Startowało 9 drużyn, 8 z Polski  i 1 ze Słowacji  .
| Klasyfikacja – Akrobacja zespołowa RW-4 | Klasyfikacja – Akrobacja zespołowa RW-4                                                                       | Klasyfikacja – Akrobacja zespołowa RW-4 | Klasyfikacja – Akrobacja zespołowa RW-4 | Klasyfikacja – Akrobacja zespołowa RW-4 | Klasyfikacja – Akrobacja zespołowa RW-4 | Klasyfikacja – Akrobacja zespołowa RW-4 | Klasyfikacja – Akrobacja zespołowa RW-4 |
| --------------------------------------- | --- | --------------------------------------- | --------------------------------------- | --------------------------------------- | --------------------------------------- | --------------------------------------- | --------------------------------------- |
| Miejsce                                 | Drużyna | Kolejka                                 | Kolejka                                 | Kolejka                                 | Kolejka                                 | Kolejka                                 | Razem                                   |
| Miejsce                                 | Drużyna | I                                       | II                                      | III                                     | IV                                      | V                                       | Razem                                   |
| 1                                       | Aeroklub Polski Mariusz Bieniek, Marcin Wilk, Marek Kostrzewa, Krzysztof Filus, Mirosław Wyszomirski (kamera) | 7                                       | 8                                       | 7                                       | 2                                       | 7                                       | 31                                      |
| 2                                       | WKS Wawel I                                                                                                   | 5                                       | 7                                       | 6                                       | 6                                       | 5                                       | 29                                      |
| 3                                       | WKS Zawisza                                                                                                   | 1                                       | 7                                       | 5                                       | 6                                       | 0                                       | 19                                      |
| 4                                       | Aeroklub Poznański I                                                                                          | 3                                       | 3                                       | 4                                       | 3                                       | 0                                       | 13                                      |
| 5                                       | Aeroklub Gliwicki Artur Kuchta, Piotr Knop, Janusz Kucharski, Wiesław Walasiewicz                             | 3                                       | 5                                       | 1                                       | 3                                       | 0                                       | 12                                      |
| 6                                       | WKS Wawel II                                                                                                  | 1                                       | 5                                       | 1                                       | 1                                       | 0                                       | 8                                       |
| 7                                       | Aeroklub ROW                                                                                                  | 1                                       | 2                                       | 1                                       | 0                                       | 0                                       | 4                                       |
| 8                                       | Aeroklub Poznański 2                                                                                          | 0                                       | 2                                       | 1                                       | 0                                       | 0                                       | 3                                       |
| 9                                       | Słowacja | 0                                       | 1                                       | 1                                       | 1                                       | 0                                       | 3                                       |